# Pierre de Ladonchamps
Pierre Deladonchamps (ur. 1 czerwca 1978 r. w Nancy, w regionie Lotaryngia, departamencie Meurthe i Mozela) – francuski aktor.
Jego pasją od zawsze była siatkówka. Uczęszczał do Sandrine Gironde à la MJC Haut-du-Lièvre w Nancy, naukę kontynuował do szkole aktorskiej prowadzonej przez reżysera Hervé Breuila. Potem, w 2001 roku wstąpił do szkoły Cours Florent i zamieszkał w Paryżu. Zagrał kilka ról w serialach telewizyjnych.
W 2014 roku zdobył nagrodę Césara dla najbardziej obiecującego aktora za rolę Francka w filmie Alaina Guiraudie Nieznajomy nad jeziorem.
Ma córkę Lorraine (ur. 2010).

## Wybrana filmografia
| Rok  | Tytuł                                          | Rola                  | Notes                                                                                          |
| ---- | ---------------------------------------------- | --------------------- | ---------------------------------------------------------------------------------------------- |
| 2004 | Famille d'accueil                              | Stab                  | serial TV                                                                                      |
| 2008 | Skate or Die – Deska lub śmierć (Skate or Die) | Policjant na rolkach  |                                                                                                |
| 2008 | SoeurThérèse.com                               | Martial Zeller        | serial TV                                                                                      |
| 2008 | Nicolas Le Floch                               | Jean de Langremont    | serial TV                                                                                      |
| 2009 | Night Squad                                    | Infirmier Rachid      | serial TV                                                                                      |
| 2009 | The Rebel, Louise Michel                       | Henri Bauer           | film TV                                                                                        |
| 2010 | Joséphine, ange gardien                        | Chevalier de Montaigu | serial TV                                                                                      |
| 2011 | R.I.S, police scientifique                     | Cédric Roussel        | serial TV                                                                                      |
| 2011 | L'amour en jeu                                 | Stan                  | serial TV                                                                                      |
| 2013 | Nieznajomy nad jeziorem (L'Inconnu du Lac)     | Franck                | César dla najbardziej obiecującego aktora Nominacja - Prix Lumières dla Najlepszego Nowicjusza |
| 2014 | Bannô kanteishi Q: Mona Lisa no hitomi         |                       |                                                                                                |